# أرتور جيسوس فييرا
أرتور جيسوس فييرا (11 يونيو 1990 في البرازيل - ) هو لاعب كرة قدم برازيلي في مركز الدفاع. لعب مع أتلتيكو غويانيينسي ونادي فلومينينسي وNova Iguaçu FC ‏ ونادي ناوتيكو وUnião Futebol Clube ‏.

## وصلات خارجية
- أرتور جيسوس فييرا على موقع قاعدة بيانات كرة القدم.إي يو (الإنجليزية)
- أرتور جيسوس فييرا على موقع Soccerway.com (الإنجليزية)
- أرتور جيسوس فييرا على موقع عالم كرة القدم.نت (الإنجليزية)